# بحيرة شالا
بحيرة شالا،هي بحيرة فوهية تمتد على الحدود بين كينيا وتنزانيا. تشكلت البحيرة منذ ما يقرب من 250 000 سنة. تقع البحيرة شرق جبل كليمنجارو، تبعد بـ 8 كم شمال تافيتا [الإنجليزية] بكينيا، و55 كم شرق ولاية رومبو [الإنجليزية]. البحيرة محاطة بحافة فوهة بركان شديدة الانحدار يبلغ ارتفاعها الأقصى 170 م.
يبلغ متوسط سقوط الأمطار السنوي لبحيرة شالا حوالي 565 ملم. :215 يبلغ متوسط التبخر السنوي لسطح البحيرة حوالي 1 735 ملم. يأتي ما يقرب من 80 في المائة من تدفق البحيرة من المياه الجوفية والمُشتقة في الغالب من سقوط الأمطار في منطقة الغابات الجبلية في جبل كليمنجارو على ارتفاع من 1,800 إلى 2,800 متر (5,900 إلى 9,200 قدم). يستغرق وصول المياه الجوفية إلى البحيرة حوالي 3 أشهر.:221 تدفقت المياه الجوفية إلى البحيرة بحجم سنوي يقدر بنحو 8 390 000 م3 من عام 1964 حتى عام 1977.

## علم البيئة

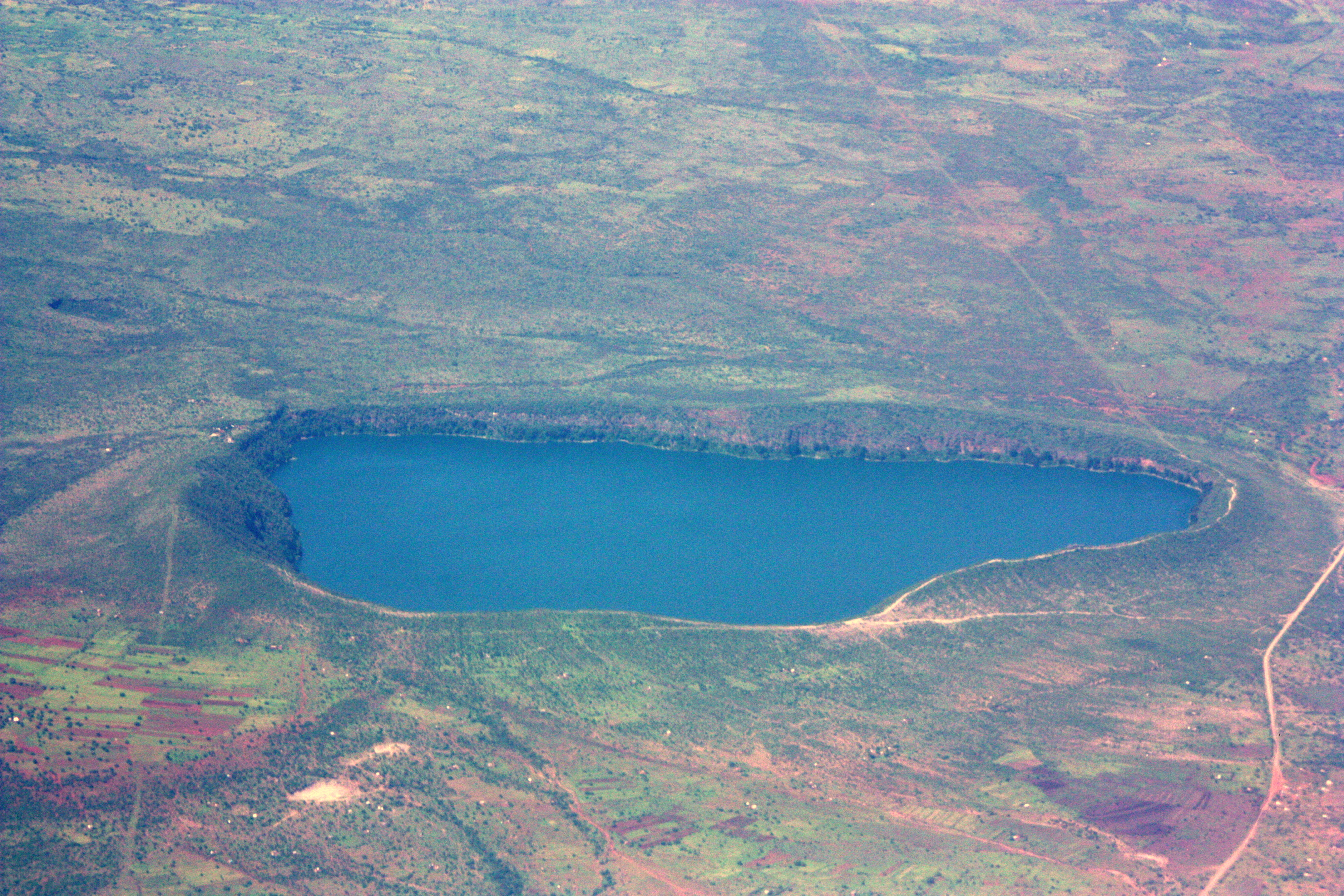
صورة جوية لبحيرة شالا

الأسماك المحلية الوحيدة في هذه البحيرة هي بلطي بحيرة شالا [الإنجليزية] (Oreochromis hunteri)، والتي لا توجد في أي مكان آخر في العالم. يعتبره الاتحاد الدولي لحفظ الطبيعة (IUCN) مهددًا بخطر انقراض أقصى، والآن يفوقه عدد أنواع البلطي الأخرى التي استقدمت إلى بحيرة شالا.
قُتلت امرأة بريطانية تبلغ من العمر 18 عامًا في عام 2002 على يد تمساح نيلي صغير نسبيًا أثناء السباحة ليلًا في البحيرة. بعد أيام قليلة ، صرحت شرطة كينيا [الإنجليزية] إن البحيرة كانت "مليئة" بالتماسيح، بينما صرحت هيئة الحياة البرية الكينية [الإنجليزية]، «عُثر على التماسيح في بحيرة شالا ولا تعتبر السباحة آمنة على الإطلاق».